# Графство Гориці і Градишки
Графство Гориці і Градишки (нім. Graftschaft Görz und Gradisca; італ. Contea di Gorizia e Gradisca; словен. Goriška in Gradiščanska grofija) —  колишнє Габсбурзьке графство в Центральній Європі, на сьогоденному кордоні Італії та Словенії. Назву має від двох великих міських центрів — Гориція і Градіска-д'Ізонцо.

## Географія

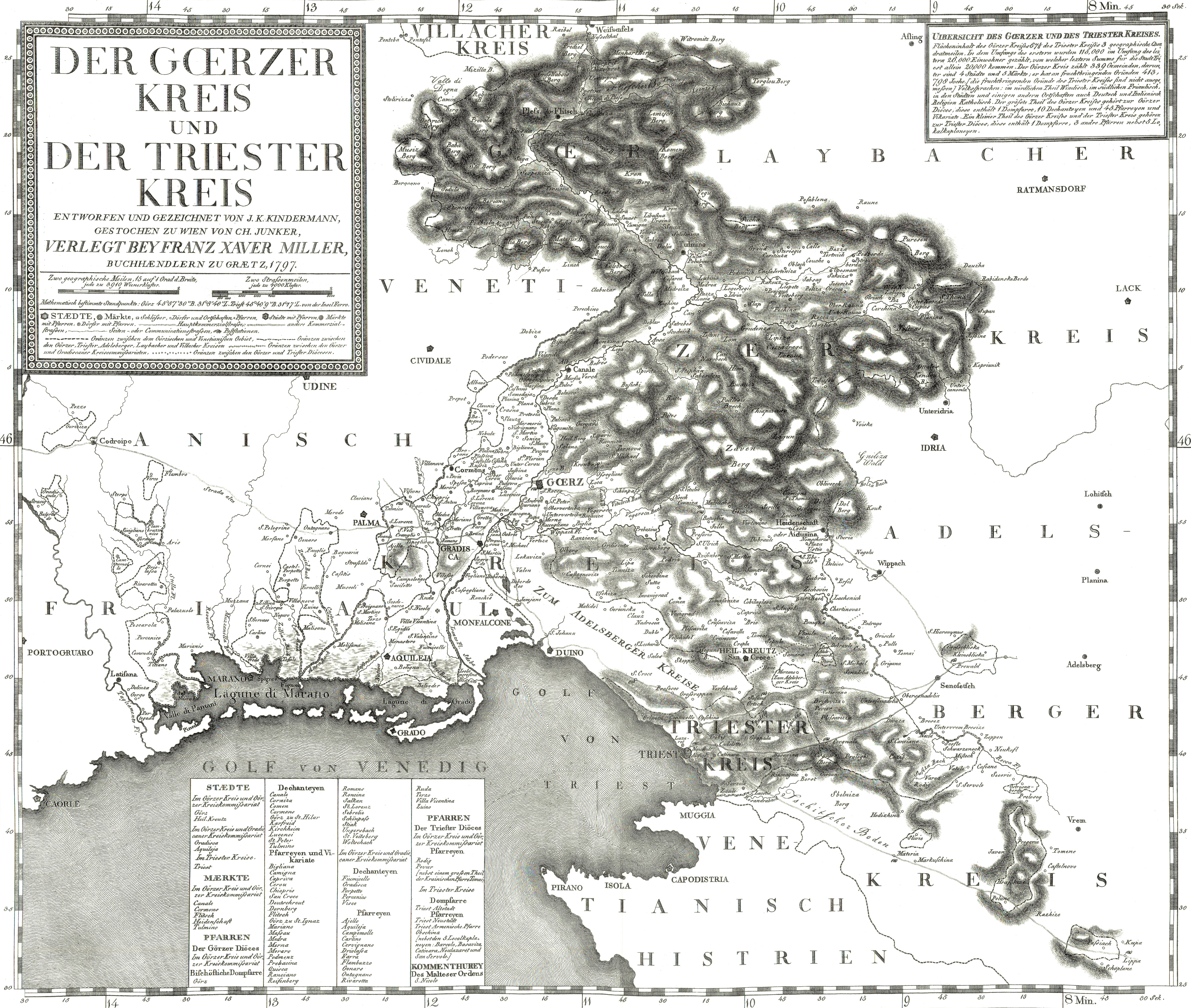
Карта XVIII століття внутрішньоавстрійських округів Герц і Трієст

Провінція простягалася вздовж річки Соча/Ізонцо, від її витоку на горі Яловец в Юлійських Альпах до Трієстської затоки біля Монфальконе. На північному заході перевал Преділь вів до герцогства Каринтія, на північному сході — хр. Мангарт, Разор і Триглав позначали кордон із герцогством Карніола (Верхньою Крайною).
На заході хр. Канин і Матаюр стояли на кордоні з областю Фріулі, яка до договору Кампо-Форміо 1797 була частиною Венеційської республіки, з 1815 належала до Австрійського Ломбардо-Венеційського королівства і, нарешті, до новоствореного Королівства Італія з 1866. На півдні провінція межувала з територією імперського вільного міста Трієст і маркграфства Істрія.

## У складі Габсбурзької імперії
Горицьке графство увійшло до складу Габсбурзьких володінь у 1500, коли граф Леонард помер, не залишивши спадкоємця.  Габсбурзький сюзеренітет було перервано короткочасно венеційцями у 1508-1509. У 1647 році сусіднє місто Градіска-д'Ізонцо отримало власне графство під кермом князів Еггенбергів (Eggenberg). 1754 року Градіска-д'Ізонцо була знову об'єднана з Горицією, створивши графство Гориця і Градишка (Grafschaft Görz und Gradisca / Contea di Gorizia e Gradisca).
Під час наполеонівських війн Гориця і Градишка потрапили під французьку владу. У 1805 році всі терени на правому березі річки Ізонцо (в тому числі міста Градіска-д'Ізонцо і західні околиці Гориці) увійшли до  наполеонівського Італійського королівства. Велика частина його терену залишається частиною Австрійської імперії до 1809 року, коли її було включено в Іллірійські провінції під безпосереднім керуванням Французької імперії. У 1813 році австрійська влада була відновлена. Графство було відновлено в колишніх кордонах, включаючи анклави Монфальконе і Градо, які перебували під венеційським контролем до 1797 року. Проте у 1816 році графство було включено в ширшу адміністративну одиницю — Іллірійське королівство, зі столицею в Любляні. У 1849 Іллірійське королівство було скасоване, і Австрійське Примор'я було адміністративно розкраяно на графство Гориця і Градишка, Трієст і Істрію. У 1861 році графство отримало автономію Княжий округ Гориця і Градишка (Gefürstete Grafschaft Görz und Gradisca/Principesca Contea di Gorizia e Gradisca/Poknežena grofija Goriška in Gradiščanska) у статусі коронна земля Австро-Угорщини. Округ мав свій провінційний парламент і користувався значною мірою самоврядуванням, хоча офіційно підпорядковувався імперському губернатору (Landeshauptmann) з резиденцією у Трієсті, який здійснював державний нагляд за всім Австрійським Примор'ям.
У 1915 році Італія вступила у війну проти Австро-Угорщини. Західна частина округу була зруйнована в результаті битв при Ізонцо. У серпні 1916 Гориця була окупована італійськими військами вперше у своїй історії, але в листопаді 1917 року австро-угорська армія відкинула італійські війська в битві при Капоретто. Велика кількість населення була інтернована в громадянські табори в Австро-Угорщину та Італію, в той час як майже половина території провінції лежала у руїнах.
Навесні 1918 року два масові політичні рухи з'явилися в країні, вимагаючи більшої автономії в рамках федералізованої Габсбурзької монархії. Словенці зажадали союзу з іншими південнослов'янськими народами в незалежній Югославії, фріули вимагали особливої автономії для західної частини регіону, де вони становили більшість. Два рухи не мали проблем, оскільки вони не боролися за терен. Єдиним відкритим питанням було місто Гориця, на яке претендували і словенці, і фріули. Підпільний рух, відомий як Italia irredenta, вимагав приєднання Гориці до Італії. У листопаді 1918 року весь терен округу було окуповано італійськими військами, які придушили всі політичні рухи в регіоні.

## Прикордонна область Італії
У листопаді 1918 року округ було офіційно скасовано і включено в адміністративний район Венеція-Джулія. Згідно з Рапалльським і Сен-Жерменським мирними договорами весь терен округу став невід'ємною частиною Королівства Італія. Колишня політика Габсбургів, спрямована на підтримку місцевих автономій, була замінена суворим централізмом. Провінції Гориця було залишено замало автономії у порівнянні з Габсбурзькою владою. Межі нової провінції були частково змінені. Нова провінція включила деякі райони колишнього австрійського герцогства Крайна, які відійшли до Італії, згідно з мирним договором (райони Ідрія, Віпава і Айдовщина). З іншого боку, більша частина території регіону Крас, які належали округу Гориця і Градишка, були включені до складу провінції Трієст, а район Червіньяно-дель-Фріулі було включено до провінції Удіне.
У 1924 році провінція Гориція була скасована, а її терен включено до провінції Фріулі, столицею якої був Удіне, за винятком адміністративного округу Монфальконе і міста Градо, які стали частиною провінції Трієст. У 1927 році провінція Гориція була відтворена приблизно на тому ж терені, за винятком району Червіньяно-дель-Фріулі, що залишився у провінції Удіне, а  Монфальконе і Градо лишилися у провінції Трієст. Зі встановленням фашистського режиму розпочалася насильницька італізація краю. Ця політика проводилася в три етапи: по-перше, все державне адміністрування було італізовано — словенська та німецька втратили статус офіційних мов, а по-друге, вся освіта (як державна, так і приватна) була переведена на італійську, по-третє, всі  словенські та німецькі громадські організації були заборонені. Також відбулася зміна назв сіл, заборона на використання мови, крім італійської, у громадських місцях, заборона надання слов'янських імен дітям, насильницька зміна словенських прізвищ тощо. Ця політика супроводжувалася політичними переслідуваннями і залякуваннями. До 1927 року всі словенські організації були оголошені поза законом, в тому числі всі засоби масової інформації, видавництва, культурні асоціації, а також фінансові та економічні компанії, що належали словенським організаціям. Тільки видавництву Hermagoras Society було дозволено друк релігійних книжок словенською мовою. Більшість словенських інтелектуалів і фахівців були змушені покинути регіон, багато хто з них оселився в Королівстві Югославії або емігрував в Аргентину.

## Друга світова війна і післявоєнний розділ

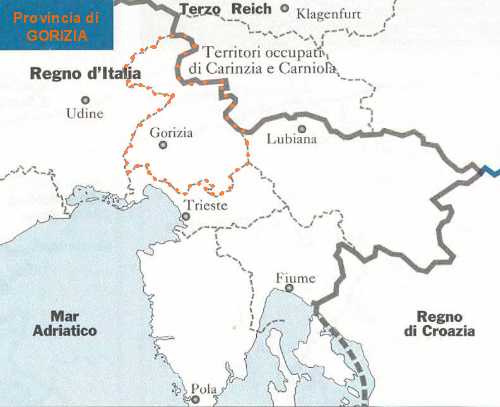
Провінція Гориція на мапі Операційної Зони Адріатичного Узбережжя (1943-1945)

У 1941 році війська країн осі увійшли в Югославію, ситуація ще погіршилась. 1942 року югославські партизани проникли в регіон з терену провінції Любляна. Відбулося декілька кровопролитних зіткнень між партизанами та італійськими військовими. Після італійського перемир'я у вересні 1943 року нацистська Німеччина окупувала регіон і включила його в Операційну Зону Адріатичного Узбережжя, на чолі з гауляйтером Фрідріхом Райнером.
Вже у вересні 1943 року більша частина краю була захоплена прокомуністичним Фронтом звільнення Словенії, який створив кілька важливих баз у регіоні, в тому числі відомий партизанський шпиталь Франя. Але бої між партизанами і німецькими військами тривали. Незабаром німецька влада прийняла прагматичний підхід у відношенні місцевого словенського населення: було дозволено знову публічне використання словенської мови. Антикомуністична колабораціоністська міліція (Словенське домобранство) також спробувала ввести свої війська у край, але мала замало успіху.
На час закінчення Другої світової війни в 1945 році майже вся область була звільнена Югославською народною армією, але Югославія була змушена вивести війська із західної частини краю.
Протягом двох років Гориця і Градишка була спірним тереном між Італією і Соціалістичною Федеративною Республікою Югославією, поділена лінією Моргана. Територія на захід від лінії (включаючи всю долину Сочі, нижню течію Віпави і більшість плато Крас) були окуповані британськими та американськими військами, у той час як схід залишився під управлінням югославської армії. У вересні 1947 року область була остаточно розділена між двома країнами: Югославія отримала більшу частину сільської території у східній частині, в той час всі західні низовини і міський центр Гориця залишилися в Італії. Невелика частина області Крас між Трієстом і Дуїно була включена в зону під управлінням союзників Вільна територія Трієст (яка стала частиною Італії в 1954 році).
Гориця і Градишка таким чином перестала існувати як єдина історична область. Її югославська частина стала невід'ємною частиною Соціалістичної Республіки Словенія: більша частина її території була включена в регіон Горишка, за винятком плато Крас, яке було включено в Прибережно-Краський статистичний район. Новим центром стала Нова Гориця ("Nova Gorizia"), побудована наприкінці 1940-х і на початку 1950-х років. Італійська частина увійшла до складу автономної області Фріулі-Венеція-Джулія у межах провінції Гориція.

## Ресурси Інтернету
- Küstenland [Архівовано 6 листопада 2019 у Wayback Machine.]